# لويس إتش باور
لويس إتش باور (بالإنجليزية: Louis H. Bauer)‏ هو طبيب باطني أمريكي، ولد في 18 يوليو 1888 في بوسطن في الولايات المتحدة، وتوفي في 2 فبراير 1964.

## وصلات خارجية
- لويس إتش باور على موقع مونزينجر (الألمانية)